# إميليانو رومانيولو
ايميليانو رومانيولو (بالإيطالية: Emiliano-Romagnolo)‏ هي لغة رومنسية يتحدث بها في إميليا رومانيا في إيطاليا. تنتمي إلى المجموعة الإيطالية الشمالية ضمن اللغات الرومانسية (مثل بييمونتية و اللومباردية و الليغورية و البندقية) و التي يتم تضمينها في مجموعة أوسع هي اللغات الرومانسية الغربية (مثل الفرنسية و القسطانية و الكاتالانية). تعتبر من لغات الأقليات، و تنفصل هيكلياً عن الإيطالية وفقاً للغات العالم و الكتاب الأحمر للغات المهددة لليونسكو. اللهجتان الفرعيتان من ايميليانو - رومانيولو هما الايميليانو و الرومانيولو.